# Tie-kupa
A Tie-kupa (másik nevén: Copa de Competencia Chevallier Boutell) egy nemzetközi labdarúgókupa volt, amelyen az argentin (AFA) és uruguayi labdarúgó-szövetség (AUF) klubjai vettek részt. Ez volt az első olyan labdarúgótorna, amelyet két különböző nemzet labdarúgó-szövetsége közösen rendezett meg. A kupát 1900-ban alapították meg.

## Története
A tornát az angol labdarúgókupa inspirálta. A kupa trófeáját 1900-ban az argentin labdarúgó-szövetség (AFA) elnöke Francis Hepburn Chevallier-Boutell adományozta (innen is kapta a nevét). 
Kezdetben négy csapat vett részt rajta: 2 AFA-tag, 1 AUF-tag és 1 a Liga Rosarinából (az argentínai Rosario városában megrendezett labdarúgó-bajnokság volt 1905 és 1930 között, amelyben olyan csapatok játszottak a korai időszakában, amelyek nem voltak tagjai az argentin labdarúgó-szövetségnek). 1907 után viszont leszűkült két csapatra: 1 argentin és 1 uruguayi. A két csapat a nemzeti labdarúgókupa ( Copa de Competencia Jockey Club és  Copa de Competencia) megnyerésével kvalifikálta magát a nemzetközi 'szuperkupába'.
A kupában 1918-ig csak első osztályban szereplő csapatok vehettek részt, de 1918-ban az argentin labdarúgó-szövetség engedélyezte másodosztályú csapatok részvételét is.

## Eredmények

### Döntők
| Szezon | Győztes              | Eredmény   | Második              | Helyszín                                          |
| ------ | -------------------- | ---------- | -------------------- | ------------------------------------------------- |
| 1900   | Belgrano             | 2–0        | Rosario AC           | Flores Old Ground, Buenos Aires                   |
| 1901   | Alumni               | 2–1 (h.u.) | Rosario AC           | Lomas AC Stadion, Lomas de Zamora                 |
| 1902   | Rosario AC           | 1–1 (h.u.) | Alumni               | Sociedad Sportiva Argentina Stadion, Buenos Aires |
| 1902   | Rosario AC           | 1–1 (h.u.) | Alumni               | Sociedad Sportiva Argentina Stadion, Buenos Aires |
| 1902   | Rosario AC           | 2–1 (h.u.) | Alumni               | Sociedad Sportiva Argentina Stadion, Buenos Aires |
| 1903   | Alumni               | 3–2 (h.u.) | Rosario AC           | Sociedad Sportiva Argentina Stadion, Buenos Aires |
| 1904   | Rosario AC           | 3–2 (h.u.) | CURCC                | Flores Old Ground, Buenos Aires                   |
| 1905   | Rosario AC           | 4–3 (h.u.) | CURCC                | Sociedad Sportiva Argentina Stadion, Buenos Aires |
| 1906   | Alumni               | 10–1       | Belgrano             | Estadio Guido y Sarmiento, Quilmes                |
| 1907   | Alumni               | 3–1        | CURCC                | Ferro C. Oeste, Buenos Aires                      |
| 1908   | Alumni               | 4–0        | Montevideo Wanderers | Belgrano AC Stadion, Buenos Aires                 |
| 1909   | Alumni               | 4–0        | CURCC                | Estadio GEBA, Buenos Aires                        |
| 1910   | ―                    | ―          | ―                    | Estadio GEBA, Buenos Aires                        |
| 1911   | Montevideo Wanderers | 2–0        | San Isidro           | Estadio GEBA, Buenos Aires                        |
| 1912   | San Isidro           | 1–0        | Nacional             | Estadio Racing Club, Avellaneda                   |
| 1913   | Nacional             | 1–0        | San Isidro           | Estadio Racing Club, Avellaneda                   |
| 1914   | River Plate          | 1–0        | Bristol              | Ferro C. Oeste, Buenos Aires                      |
| 1915   | Nacional             | 2–0        | Porteño              | Estadio GEBA, Buenos Aires                        |
| 1916   | Peñarol              | 3–0        | Rosario Central      | Estadio Racing Club, Avellaneda                   |
| 1917   | Montevideo Wanderers | 4–0        | Independiente        | Estadio Racing Club, Avellaneda                   |
| 1918   | Montevideo Wanderers | 2–1        | Porteño              | Estadio GEBA, Buenos Aires                        |
| 1919   | Boca Juniors         | 2–0        | Nacional             | Estadio Sportivo Barracas, Buenos Aires           |

- h.u. – hosszabbítás után

- 1910-ben az Estudiantes (BA) és a CURCC jutott be a döntőbe, ahol egy 2–2-es döntetlent játszottak egymással, így a mérkőzés ismétlésére volt szükség, ám mivel ez nem történt meg, így nem hirdettek bajnokot.

### Győzelmek csapatok szerint
| Csapat               | Győzelmek száma | Győzelmek                          |
| -------------------- | --------------- | ---------------------------------- |
| Alumni               | 6               | 1901, 1903, 1906, 1907, 1908, 1909 |
| Rosario AC           | 3               | 1902, 1904, 1905                   |
| Montevideo Wanderers | 3               | 1911, 1917, 1918                   |
| Nacional             | 2               | 1913, 1915                         |
| Belgrano             | 1               | 1900                               |
| San Isidro           | 1               | 1912                               |
| River Plate          | 1               | 1914                               |
| Peñarol              | 1               | 1916                               |
| Boca Juniors         | 1               | 1919                               |

### Győzelmek országok szerint
| Ország    | Győzelmek száma | Győztes klubok                                                      |
| --------- | --------------- | ------------------------------------------------------------------- |
| Argentína | 13              | Belgrano, Alumni, Rosario AC, San Isidro, River Plate, Boca Juniors |
| Uruguay   | 6               | Montevideo Wanderers, Nacional, Peñarol                             |

### Gólkirályok
| Év   | Játékos              | Gólok | Klub                   |
| ---- | -------------------- | ----- | ---------------------- |
| 1900 | Spencer Leonard      | 3     | Alumni                 |
| 1901 | Spencer Leonard      | 2     | Alumni                 |
| 1901 | Juan J. Moore        | 2     | Alumni                 |
| 1901 | Julian Parr          | 2     | Rosario AC             |
| 1901 | Alberto Le Bas       | 2     | Rosario AC             |
| 1902 | Jorge Brown          | 4     | Alumni                 |
| 1902 | Julian Parr          | 4     | Rosario AC             |
| 1903 | Jorge Brown          | 5     | Alumni                 |
| 1904 | Arthur Wells         | 4     | Rosario AC             |
| 1905 | M.O. Wells           | 4     | Rosario AC             |
| 1906 | Charles Whaley       | 13    | Belgrano               |
| 1907 | Eliseo Brown         | 10    | Alumni                 |
| 1908 | Charles Whaley       | 5     | Belgrano               |
| 1909 | Maximiliano Susan    | 12    | Estudiantes (BA)       |
| 1910 | Manuel González      | 11    | Newell’s Old Boys      |
| 1911 | Juan O. Gil          | 6     | San Isidro             |
| 1912 | Julio Fernández      | 5     | San Isidro             |
| 1913 | Alberto Marcovecchio | 9     | Racing Club            |
| 1914 | Alberto Marcovecchio | 5     | Racing Club            |
| 1915 | Martín Garat         | 5     | Porteño                |
| 1916 | Guillermo Dannaher   | 4     | Columbian              |
| 1917 | Domingo Brisotti     | 4     | Banfield               |
| 1917 | Jorge Calandra       | 4     | Estudiantes (LP)       |
| 1917 | Pascual Garré        | 4     | Independiente          |
| 1918 | Pascual Polimeni     | 5     | Porteño                |
| 1918 | Humberto Libonatti   | 5     | Gimnasia y Esgrima (R) |
| 1919 | Alberto Marcovecchio | 7     | Racing Club            |
| 1919 | Ennis Hayes          | 7     | Rosario Central        |

## Lásd még
- Copa de Competencia Jockey Club
- Copa de Competencia (Uruguay)